# Gertraude Steindl
Gertraude Steindl (* 1945 in Wien) ist die österreichische Präsidentin der Aktion Leben Österreich.

## Leben und Wirken
Die Tochter eines aus der Nähe von Karlsbad stammenden heimatvertriebenen sudetendeutschen Flüchtlingspaares wurde in Wien geboren und lebte dort, bis ihre Eltern in Hessen ein Elektrogeschäft eröffneten. Sie studierte Germanistik und Publizistik an der Universität Wien, wo sie ihren Mann, den Pädagogen Clemens Steindl, kennenlernte und 1971 heiratete. Es folgten weitere Jahre in Deutschland, wo sie beim Bundesverband Deutscher Zeitungsverleger in Bonn beruflich tätig war und bei der Gründung der Bildschirmzeitung (Teletext) mitarbeitete. 1982 übersiedelte die Familie mit zwischenzeitlich zwei Kindern nach Perchtoldsdorf.

## Aktion Leben
Steindl arbeitete ab 1987 zunächst ehrenamtlich bei der Aktion Leben mit, wurde 1992 als Pressereferentin und ab 2000 als Generalsekretärin angestellt. 2006 wurde sie als Vizepräsidentin der Initiative gewählt und 2010 wurde sie zur Nachfolgerin des langjährigen Präsidenten Paul Aiginger gewählt.

## Publikationen
- Gertraude Steindl und Clemens Steindl: Ruhestand für Anfänger, Unser Weg in eine neue Lebensphase, Tyrolia-Verlag, Innsbruck, 2012, ISBN 978-3-7022-3166-8
- Gertraude Steindl (Herausgeber): Publizistik aus Profession, Festschrift für Johannes Binkowski aus Anlass der Vollendung seines 70. Lebensjahres, Düsseldorf, 1978, ISBN 3-7700-4032-5, darin: Steiner Gertraude: Der Journalist als Parteifunktionär. Lenkungsmechanismen der Presse in der DDR, S 147 bis 155
- Steindl Gertraude (Redaktion): Die "Leitlinien liberaler Medienpolitik" im Urteil der Öffentlichkeit (Dokumentation), Bonn-Bad Godesberg, 1973

## Auszeichnungen
- Dama Gregorius, Gregoriusorden (2006)[5]
- Kardinal-Opilio-Rossi-Medaille (2007)[6]
- Goldenes Ehrenzeichen für Verdienste um die Republik Österreich (2017)[7]